# Didactylia rosickyi
Didactylia rosickyi är en skalbaggsart som beskrevs av Vladimir Balthasar 1963. Didactylia rosickyi ingår i släktet Didactylia och familjen Aphodiidae. Inga underarter finns listade i Catalogue of Life.